# Sân bay Jolly Grant
Sân bay Jolly Grant (IATA: DED, ICAO: VIDN), cũng gọi là Sân bay Dehradun, là một sân bay phục vụ Dehradun, Uttarakhand, Ấn Độ. Sân bay này cách thành phố Dehradun 25 km về phía đông ở chân đồi của Hymalaya. Sân bay này nằm gần thành phố linh thiêng Rishikesh. 

## Các hãng hàng không và các tuyến điểm
- Deccan (Delhi, Chandigarh)
- Indian Airlines (Delhi)